# Znamenite osebnosti in šah
Seznam vsebuje znamenite osebnosti, ki so svoj čas posvečale šahu. 

## A
- Abduhl-Jabbar, Kareem (1947 - ) - športnik, košarkar
- Abdullah Ibn Hussain (1882 - 1951) - jordanski kralj
- Adams, Richard (1920 - ) - pisatelj
- Agnew, Spiro Theodore (1918 - 1996) - politik
- Akins, Claude (1926 - 1993) - filmski igralec
- Albert, princ (1819 - 1861) - plemič
- Alda, Alan (1936 - ) - filmski igralec, režiser
- Alfonz XIII. (1886 - 1941) - španski kralj
- Allen, Woody (1935 - ) - filmski igralec, režiser
- Amis, Martin (1949 - ) - pisatelj
- Amory, Cleveland (1917 - 1998) - pisatelj
- Anderson, Terry (1947 - ) - vojni poročevalec
- Andrews, Anthony (1948 - ) filmski igralec, producent
- Ardiles, Osvaldo César (Ossie) (1952 - ) - športnik, nogometaš
- Asimov, Isaac (1920 - 1992) - pisatelj
- Atahualpa (1500 - 1533) - inkovski kralj
- Attlee, Clement (1883 - 1967) - politik
- Auchinleck, sir Claude (1884 - 1981) - vojaški poveljnik
- Ayer, Alfred (1910 - 1989) - filozof
- Ayers, Lew (1908 - 1996) - filmski igralec

## B
- Bacon, sir Francis (1561 - 1626) - filozof
- Balfour, Arthur (1848 - 1930) - politik
- Balzac, Honore de (1799 - 1850) - pisatelj
- Barnett, Dick (1936 - ) - športnik, košarkar
- Barrymore, John (1882 - 1942) - gledališki in filmski igralec
- Barrymore, Lionel (1878 - 1954) - filmski igralec
- Barišnikov, Mihail (1948- ) - baletnik, filmski igralec
- Baum, Frank (1856 - 1919) - pisatelj
- Beauharnais, Eugene (1781 - 1824) vojaški poveljnik
- Becker, Boris (1967 - ) - športnik, tenisač
- Becket, Thomas (1118 - 1170) - nadškof
- Beckett, Samuel (1906 - 1989) - pisatelj, Nobelov nagrajenec
- Beecham, Thomas sir (1879 - 1961) - glasbenik, dirigent
- Beethoven, Ludwig van (1770 - 1827) - glasbenik, skladatelj
- Begin, Menachem (1913 - 1992) - politik
- Bergman, Ingmar (1918 - ) filmski režiser
- Bernhardt, Sarah (1844 - 1923) gledališka in filmska igralka
- Berthier, Louisé Alexandre (1753-1815) - vojaški poveljnik
- Blackmore, Richard Doddridge (1825 - 1900) - pisatelj
- Bliss, sir Arthur (1891 - 1975) - glasbenik, skladatelj
- Blyton, Enid (1897 - 1968) - pisatelj
- Boccaccio, Giovanni (1313 - 1375) - pisatelj
- Bogart, Humphrey (1899 - 1957) filmski igralec
- Boleyn, Anne (1507 - 1536) - plemkinja
- Bonaparte, Napoleon (1769 - 1821) - cesar
- Bonar, Law Andrew (1858 - 1923) -  politik
- Bondarčuk, Sergej (1920 - ) - filmski režiser
- Bonnington, sir Christian John Storey (1934 - ) - športnik, plezalec
- Boone, Richard (1917 - 1981) - filmski igralec
- Booth, Shirley (1907 - 1992) - filmska igralka
- Borges, Jorge (1899 - 1986) - pisatelj
- Borodin, Aleksander (1833 - 1887) - glasbenik, skladatelj, kemik
- Bowie, David (1947- ) - glasbenik, pevec
- Boyer, Charles (1899 - 1978) - filmski igralec
- Brabazon, Lord of Tara (1884-1964) - pilot
- Brando, Marlon (1924 - 2004) filmski igralec
- Brandt, Willy (1913 - 1992) - politik
- Braque, Georges (1882 - 1963) - slikar
- Brodsky, Adolf (1851 - 1929) - glasbenik, violinist
- Bronowski, Jacob (1908 - 1974) - matematik, pisatelj
- Bruce, William Nigel (1895 - 1953) - filmski igralec
- Bruno, Frank (1961 - ) - športnik, boksar
- Brzezinski, Zbigniew (1928- ) - politik
- Buchwald, Art (1925 - ) - pisatelj
- Buckle, Henry Thomas (1821 - 1862) - zgodovinar
- Bugner, Joe (1950 - ) - športnik, boksar

## C
- Caesar, Sid (1922 - ) - televizijski igralec
- Canetti, Elias (1905 - 1994) - pisatelj, Nobelov nagrajenec
- Canute, King (995 - 1035) - angleški kralj
- Cardano, Gerolamo (1501 - 1576) - matematik, astronom, zdravnik, filozof, fizik, astrolog in kockar
- Carroll, Charles (1738 - 1832) - politik
- Carroll, Lewis (1832 - 1898) - pisatelj
- Carter, Jimmy (1924- ) politik, predsednik ZDA
- Cartwright, Bill (1957 - ) - športnik, košarkar
- Casals, Pablo (1876 - 1973) - glasbenik, čelist
- Casanova, Giovanni (1725 - 1798) - pustolovec
- Castro, Fidel (1926 - ) - politik, kubanski predsednik
- Cervantes, Miguel de (1547 - 1616) - pisatelj
- Chaplin, Charlie (1899 - 1977) - filmski igralec, režiser, glasbeni skladatelj
- Karel I. Veliki (742 - 814) - rimski cesar
- Charles I (1600 - 1649) - angleški kralj
- Charles XII (1682 - 1718) - švedski kralj
- Charles, Borromeo (1538 - 1584) - milanski škof
- Charles, Ray (1930 - 2004) - glasbenik, pevec
- Chopin, Frederic (1810 - 1849) - glasbenik, skladatelj
- Christie, John (1898 - 1953) - serijski morilec
- Churchill, Randolph (1849 - 1895) - politik
- Churchill, Winston (1874 - 1965) - politik
- Cobb, Lee J. (1911 - 1976) - filmski igralec
- Coburn, Charles (1877 - 1961) - filmski igralec
- Conrad, Joseph (1857 - 1924) - pisatelj
- Cornforth, John (1917- ) - kemik, Nobelov nagrajenec
- Cosby, Bill (1937 - ) - filmski igralec
- Crowley, Aleister (1875 - 1947) - mislec, pesnik, magik in mistik
- Culbertson, Ely (1891 - 1955) - pisatelj

## D
- Daladier, Edouard (1884 - 1970) - politik
- Dali, Salvador (1904 - 1989) - umetnik, slikar
- Darin, Bobby (1936 - 1973) - glasbenik, pevec, filmski igralec
- Darrow, Henry (1933 - ) - filmski igralec
- De Moivre, Abraham (1667 - 1754) - matematik
- De Musset, Alfred (1810 - 1857) - pisatelj
- Debreu, Gerard (1921 - ) - ekonomist, Nobelov nagrajenec
- Depp Johnny (1963 - ) - filmski igralec
- D'Estaing, Valery Giscard (1926 - ) - politik
- Dewey, George (1837 - 1917) - vojaški poveljnik
- Diamond, Neil Leslie (1941 - ) - glasbenik, pevec, tekstopisec
- Dickens, Charles (1812 - 1870) - pisatelj
- Diderot, Denis (1713 - 1784) - enciklopedist
- Dietrich, Marlene (1904 - 1992) - filmska igralka
- Disraeli, Benjamin (1804 - 1881) - politik
- Dobrinin, Anatolij (1919 - ) - politik
- Dore, Gustave (1832 - 1883) - umetnik, ilustrator
- Dostojevski, Fjodor Mihajlovič (1821 - 1881) - pisatelj
- Downs, Hugh (1921 - ) - televizijski igralec
- Doyle, Arthur Conan (1859 - 1930) - pisatelj
- Duchamp, Marcel (1887 - 1968) - umetnik, slikar
- Dvorak, Antonin (1841-1904) - glasbenik, skladatelj

## E
- Eagle, Angela (1961 - ) - politik
- Edward III (1312 - 1377) - angleški kralj
- Edward VII (1841 - 1910) - angleški kralj
- Elman, Mischa (1891-1967) - glasbenik, violinist
- Einstein, Albert (1879 - 1955) - fizik, matematik
- Eliot, George (1819 - 1880) - pisatelj
- Elliot, Sean (1968 - ) - športnik, košarkar
- Elizabeth I (1533 - 1603) - angleška kraljica
- Elizabeth II (1926 - ) - angleška kraljica
- Eon de Beaumont, Charles (1728 - 1810) - agent, travestit
- Erazem Rotterdamski, (1466 - 1536) - humanist
- Ernst, Max (1891-1976) umetnik, slikar
- Estrada, Erik (1949 - ) - televizijski igralec
- Euler, Leonhard (1707 - 1783) - matematik, fizik, astronom

## F
- Fairbanks, Douglas, Sr. (1883 - 1939) - filmski igralec
- Falk, Peter (1927 - ) - filmski igralec
- Farrell, Mike (1939 - ) - filmski igralec
- Farouk, King (1920 - 1965) - egipčanski kralj
- Farrow, Mia (1945 - ) - filmska igralka
- Feld, Fritz (1900 - 1993) - filmski igralec
- Ferdinand, Archduke (1452 - 1516) - španski kralj
- Ferrer, Jose (1912 - 1992) filmski igralec
- Field, Ted (1953 - ) - filmski producent
- Flynn, Errol (1909 - 1959) - filmski igralec
- Fonda, Henry (1905 - 1982) filmski igralec
- Forman, Miloš (1932 - ) - filmski režiser
- Forster, Edward Morgan (1879 - 1970) - pisatelj
- Fouche, Joseph (1759 - 1820) - politik
- Fox, Michael J (1961 - ) - filmski igralec
- Franco, Francisco (1892 - 1975) - politik
- Frank, Hans (1900 - 1946) - vojaški poveljnik
- Franklin, Benjamin (1706 - 1790) - znanstvenik, politik, pisatelj
- Frederick the Great (1712 - 1786) - pruski kralj
- Freud, Clement sir (1924 - ) - politik
- Freud, Sigmund (1856 - 1939) - psihoanalitik

## G
- Gabor, Zsa Zsa (1917 - ) - filmska igralka
- Gauss, Friedrich Carl (1777 - 1855) - matematik, astronom, fizik
- Genn, Leo (1905 - 1978) - filmski igralec
- George III (1738 - 1820) - angleški kralj
- Gillespie, John Dizzy (1917- 1993) - glasbenik, jazzist
- Gladstone, William (1809 - 1898) - politik
- Goebbels, Paul Joseph (1897 - 1945) - politik
- Goethe, Johann (1749 - 1832) - pisatelj, politik, znanstvenik, filozof
- Goetz, Bernard Hugo (1947 - ) - kriminalec, morilec
- Goffin, Gerry (1939 - ) - glasbenik, tekstopisec
- Golding, William (1911 - 1993) - pisatelj, Nobelov nagrajenec
- Goldsmith, Oliver (1730 - 1774) - pisatelj
- Gorky, Maxim (1868 - 1936) - pisatelj
- Graham, Billy (1918- ) - evangelist
- Gregory VI (? - 1047) - papež
- Grimm, Jakob (1785 - 1863) - pisatelj
- Guevara, Che (1928 - 1967) politik

## H
- Haldeman, H.R. (1926 - ) - politik
- Harrison, Rex (1908 - 1990) - filmski igralec
- Hart, Sir Basil (1895 - 1970) - vojaški zgodovinar
- Hawking, Stephen (1942 - ) - fizik
- Henry, O. (1862 - 1910) - pisatelj
- Henry V of Agincourt (1387 - 1422) - angleški kralj
- Henry VIII (1491 - 1547) - angleški kralj
- Hepburn, Katherine (1909 - 2003) - filmska igralka
- Herbert, A.P. (1890 - 1971) - politik, pisatelj
- Hilton, Barron (1927 - ) - poslovnež
- Ho Chi Minh (1890 - 1969) - politik
- Holmes, Oliver Wendell (1809 - 1894) - politik
- Holyfield, Evander (1962 - ) - športnik, boksar
- Hope, Bob (1903 - ) filmski igralec
- Houdini, Harry (1874 - 1926) - iluzionist
- Hoyle, Fred (1915 - 2001) - astronom
- Huston, John (1906-1987) filmski režiser

## I
- Ibsen, Henrick (1828 - 1906) -pisatelj
- Innocent III (1161 - 1216) - papež
- Ivan Grozni (1530 - 1584) - ruski car

## J
- Jackson, Kate (1948 - ) - filmska igralka
- Jaffe, Sam (1891 - 1984) - filmski igralec
- Jefferson, Thomas (1743 - 1826) - politik
- Jehan, Shah (1592 - 1666) - indijski kralj
- John I (1167 - 1216) - angleški kralj
- Janez Pavel I. (1912 - 1978) papež
- Janez Pavel II. (1920 - 2005) papež
- Johnson, Don (1949 - ) - filmski igralec
- Jolson, Al (1886 - 1950) - gledališki in filmski igralec
- Jones, Bobby (1902-1968) - športnik, igralec golfa
- Jones, Ernest (1879 - 1958) - psihoanalitik
- Jones, James (1921 - 1977) - pisatelj
- Jonson, Ben (1572 - 1637) - pisatelj, pesnik
- Joseph II (1741 - 1790) - politik
- Jourdan, Louis (1919 - ) - filmski igralec, pevec

## K
- Kadar, Janos (1912 - 1989) - politik
- Kapica, Pjotr Leonidovič (1894 - 1984) - fizik, Nobelov nagrajenec
- Katarina, II. Velika (1729 - 1796) - ruska carica
- Kennedy, John F., Jr. (1960 - 1999) - politik
- Keynes, John (1883 - 1946) - ekonomist
- Kissinger, Henry (1923 - ) - politik
- Klee, Paul (1879 - 1940) - umetnik, slikar
- Komack, Jimmy (1924 - 1997) - filmski producent
- Kreskin, Amazing (1935 - ) - čarovnik
- Krupa, Gene (1909 - 1973) glasbenik, jazz bobnar
- Kubrick, Stanley (1928 - 1999) - filmski režiser

## L
- La Guardia, Fiorello (1882 - 1947) - politik
- Leary, Timothy (1920 - 1996) - psiholog, filozof, LSD raziskovalec
- Lee, Belinda (1935 - 1961) - filmska igralka
- Lee, Robert E. (1807 - 1870) - vojaški poveljnik
- Leibnitz, Gottfried (1646 - 1716) - matematik
- Lendl, Ivan (1960 - ) - športnik, tenisač
- Lenin, Vladimir (1870 - 1924) - politik, revolucionar
- Lennon, John (1940 - 1980) - glasbenik, pevec, tekstopisec, filmski igralec
- Leo X (1475 - 1521) - papež
- Leo XIII (1810 - 1903) - papež
- Lermontov, Mikhail (1814 - 1841) - pisatelj
- Letterman, David (1947- ) - TV voditelj
- Levin, Bernard (1928 - 2004) - pisatelj
- Lewis, Lennox (1965 - ) - športnik, boksar
- Lewis, Sinclair (1885 - 1951) - pisatelj, Nobelov nagrajenec
- Lill, John (1944 - ) - glasbenik, pianist
- Lincoln, Abraham (1809 - 1865) - politik, ameriški predsednik
- London, Jack (1876 - 1926) - pisatelj
- Lorre, Peter (1904 - 1964) filmski igralec
- Louis VI (1081 - 1137) - francoski kralj
- Loy, Myrna (1905 - 1993) - filmska igralka
- Luther, Martin (1483 - 1546) - cerkveni reformator

## M
- Machiavelli, Niccolo (1469 - 1527) - filozof
- Madonna, Louise Veronica Ciccone (1958 - ) glasbenica, pevka, filmska igralka
- Magritte, Rene (1898 - 1967) - umetnik, slikar
- Manson, Charles (1934 - ) - serijski morilec
- Marcos, Ferdinand (1917 - 1989) - politik
- Marks, Johnny (1909 - 1985) - glasbenik, skladatelj
- Marquez, Gabriel Garcia (1928 - ) - pisatelj, Nobelov nagrajenec
- Marshall, Mike (1960 - ) - športnik, bejzbolist
- Marx, Karl (1818 - 1883) - filozof, revolucionar
- Mathers, Jerry (1945 - ) filmski igralec
- Matthau, Walter (1920 - 2000) - filmski igralec
- Mcclellan, George (1826 - 1885) - vojaški poveljnik
- Mcgoohan, Patrick (1928 - ) - filmski in televizijski igralec
- Melville, Hermann (1819 - 1891) - pisatelj
- Mendelejev, Dimitrij Ivanovič (1834 - 1907), kemik
- Mendelssohn, Felix (1809 - 1847) - glasbenik, skladatelj, dirigent, pianist
- Milland, Ray (1907 - 1986) - filmski igralec
- Milne, Alan Alexander (1882 - 1956) - pisatelj
- Miranda, Carmen (1913 - 1955) - filmska igralka
- Montand, Yves (1921 - 1991) - filmski igralec
- Montgomery, Bernard (1887 - 1976) - vojaški poveljnik
- Moore, Patrick sir (1923 - ) - astronom
- Mostel, Josh (1946 - ) - filmski igralec
- Muggeridge, Malcolm (1903 - 1990) - pisatelj
- Murat, Joachim (1767 - 1815) - vojaški poveljnik
- Mussorgsky, Modest (1839 - 1881) - glasbenik, skladatelj

## N
- Nabokov, Vladimir (1899 - 1977) - pisatelj
- Napoleon Bonaparte (1769-1821) - cesar
- Nash, Graham (1942 - ) - glasbenik, kitarist
- Nasser, Gamal Abdul (1918 - 1970) - politik
- Nelson, Willie (1933 - ) - glasbenik, kitatist, pevec, tekstopisec
- Newton, Isaac (1643 - 1727) - fizik, matematik, astronom, filozof in alkimist,
- Nimitz, Chester (1885 - 1966) - vojaški poveljnik

## O
- Oistrakh, David (1908 - 1974) - glasbenik, violinist
- Ono, Yoko (1933 - ) - umetnica, glasbenica
- Oppenheimer, Robert (1904 - 1967) - fizik
- Orwell, George (1903 - 1950) - pisatelj
- O'Sullivan, Maureen (1911 - 1998) - filmska igralka
- Oswald, Lee Harvey (1939 - 1963) - morilec
- Ovett, Steve (1955 - ) - športnik, tekač

## P
- Pacino, Al (1940 - ) - filmski igralec
- Pasternak, Boris Leonidovič (1890 - 1960) - pisatelj, Nobelov nagrajenec
- Pauli, Wolfgang (1900 - 1958) - fizik, astronom
- Peppard, George (1928 - 1994) - filmski igralec
- Peron, Juan (1895 - 1974) - politik
- Pershing, John (1860 - 1948) - vojaški poveljnik
- Persinger, Louis (1887 - 1966) - glasbenik, violinist
- Piatigorsky, Gregor (1903 - 1976) - glasbenik, čelist
- Piccard, Auguste (1884 - 1962) - fizik
- Pidgeon, Walter (1898 - 1984) - filmski igralec
- Poe, Edgar Allen (1809 - 1849) - pisatelj
- Poincaré, Henri (1854 - 1912) - matematik
- Powell, Mike (1963 - ) - športnik, skakalec v daljino
- Priestley, Joseph (1733 - 1804) - kemik, filozof
- Prokofjev, Sergej (1891 - 1953) - glasbenik, skladatelj
- Pudovkin, Vsevolod (1893 - 1953) - filmski režiser
- Puškin, Aleksander Sergejevič (1799 - 1837) - pesnik

## Q
- Quaid, Dennis (1954 - ) - filmski igralec
- Quinn, Anthony (1916 - 1992) - filmski igralec

## R
- Rabelais, Francois (1494 - 1553) - pisatelj
- Randall, Tony (1920 - 2004) - filmski igralec
- Rathbone, Basil (1892 - 1967) - filmski igralec
- Reddy, Helen (1941 - ) - glasbenica, tekstopisec
- Rembrandt, Harmenzoon van Rijn (1606 - 1669) - umetnik, slikar
- Ricci, Ruggiero  (1918 - ) - glasbenik, violinist
- Rice, Tim (1944 - ) glasbenik, tekstopisec
- Richard I (1157 - 1199) - angleški kralj
- Richelieu, Armand (1585 - 1642) - kardinal
- Richter, Sviatoslav (1914 - 1997) - glasbenik, pianist
- Rimski-Korsakov, Nikolaj (1844 - 1908) glasbenik, skladatelj
- Riordan, Richard (1930 - ) - poslovnež
- Ritchie, Guy (1968 - ) - filmski režiser
- Robespierre, Maximilien (1758 - 1794) politik, revolucionar
- Robinson, sir Robert (1886 - 1975) - kemik, Nobelov nagrajenec
- Roget, Peter Mark (1779 - 1869) - pisatelj
- Romero, Cesar (1907 - 1994) - filmski igralec
- Roosevelt, Theodore (1858 - 1919) - politik, ameriški predsednik
- Rosenthal, Moriz (1862 - 1946) - glasbenik, pianist
- Rossellini, Roberto (1906 - 1977) - filmski režiser
- Rothschild, Baron Albert  (1844-1911) - bankir
- Rousseau, Jean-Jacques (1712 - 1778) - filozof
- Rubinstein, Artur (1889 - 1982) - glasbenik, pianist
- Rusdie, Salman (1947 - ) - pisatelj
- John Ruskin (1819 - 1900) - pisatelj, kritik
- Russell, Bertrand (1872 - 1970) - pisatelj, filozof, matematik, Nobelov nagrajenec

## S
- Sadat, Anwar (1918 - 1981) - politik, egiptovski predsednik
- Saint John, Jill (1940 - ) - filmska igralka
- Schmidt, Helmut (1918 - ) - politik
- Schumann, Robert (1810 - 1856) - glasbenik, skladatelj
- Scott, George C. (1927 - 1999) - filmski igralec
- Scott, Robert (1868 - 1912) - raziskovalec
- Selleck, Tom (1945 - ) - filmski igralec
- Sevastianov, Vitaly (1935 - ) - kozmonavt
- Shakespeare, William (1564 - 1616) - pisatelj
- Shaw, George Bernard (1856 - 1950) - pisatelj
- Signoret, Simone (1921 - 1985) - filmska igralka
- Sienkiewicz, Henryk (1846-1916) - pisatelj, Nobelov nagrajenec
- Sim, Alastair (1900 - 1976) - filmski igralec
- Sinatra, Frank (1915 - 1998) - glasbenik, pevec, filmski igralec
- Singer, Isaac (1904 - 1991) - pisatelj, Nobelov nagrajenec
- Soddy, sir Frederick (1877 - 1956) - kemik, Nobelov nagrajenec
- Starr, Ringo (1940 - ) - glasbenik, bobnar
- Steinbeck, John (1902 - 1968) - pisatelj, Nobelov nagrajenec
- Stern, Isaac (1920- 2001) - glasbenik, violinist
- Stevenson, Robert Louis (1850 - 1894) - pisatelj
- Stewart, Jimmy (1908 - 1997) - filmski igralec
- Sting, Gordon Matthew Sumner (1951 - ) - glasbenik, pevec, filmski igralec
- Strauss, Richard (1864 - 1949) - glasbenik, skladatelj
- Streisand, Barbra (1942 - ) - filmska igralka, pevka
- Sutton, Willie (1901 - 1980) - kriminalec, morilec

## Š
- Šostakovič, Dmitrij (1906 - 1975) - glasbenik, skladatelj

## T
- Temple, Shirley (1928- ) - filmska igralka
- Tennyson, Alfred (1809 - 1892) - pisatelj
- Tevis, Walter (1928 - 1984) - pisatelj
- Tesla, Nikola (1856-1943) - srbsko-ameriški izumitelj, fizik in elektroinženir
- Thumb, Tom (1838 - 1883) - cirkusant
- Tito, Josip Broz (1892 - 1980) - predsednik Jugoslavije
- Tolstoj, Lev Nikolajevič (1828 - 1910) - pisatelj
- Trotsky, Leon (1879 - 1940) - politik, revolucionar
- Tunney, Gene (1898 - 1978) - športni, boksar
- Turing, Alan (1912 - 1954) - matematik, programer
- Tussaud, Marie (1760 - 1850) - ustanoviteljica muzeja voščenih lutk
- Tzara, Tristan (1896 - 1963) - pisatelj

## U
- Ulvaeus, Bjorn (1945 - ) - glasbenik, kitarist, pevec

## V
- Vadim, Roger (1928 - 2000) - filmski režiser
- Vallee, Rudy (1901 - 1986) - filmski igralec, glasbenik, pevec
- Verdi, Giuseppe (1813 - 1901) - glasbenik, skladatelj
- Villa-Lobos, Heitor (1887 - 1959) - glasbenik, skladatelj
- Vint, Jesse (? - ) - filmski igralec
- Voltaire, François Marie Arouet (1694 - 1778) - filozof
- Vonnegut, Kurt (1922 - ) - pisatelj

## W
- Walsh, Bill (1931 - ) - športnik, trener ameriškega nogometa
- Walton, Bill (1952 - ) - športnik, košarkar
- Waugh, Evelyn (1903 - 1966) - pisatelj
- Wayne, John (1907 - 1979) - filmski igralec
- Welles, Orson (1915 - 1985) - filmski režiser, igralec, producent
- Wells, H.G. (1866 - 1946) - pisatelj
- Whiteman, Paul (1890 - 1967) - glasbenik, violinist, jazzist
- Wilder, Billy (1906- 2002) - filmski režiser
- William I (1027 - 1087) - angleški kralj
- Wilson, Woodrow (1856 - 1924) - politik
- Windom, William (1923 - ) - filmski in TV igralec
- Wittgenstein, Ludwig (1889 - 1951) - filozof
- Wolsey, Thomas (1475 - 1530) - kardinal

## Y
- Yeats, William (1865 - 1939) - pisatelj, Nobelov nagrajenec

## Z
- Zahovič, Zlatko (1971 - ) - športnik, nogometaš
- Zatopek, Emil (1922 - ) - športnik, tekač
- Zweig, Stefan (1881 - 1942) - pisatelj